# Karl-Ludwig Rhein
Pour les articles homonymes, voir Rhein.
Karl-Ludwig Rhein (30 mars 1894 à Wetzlar - 27 mars 1988) est un Generalleutnant allemand au sein de la Heer dans la Wehrmacht au cours de la Seconde Guerre mondiale.
Il a été récipiendaire de la Croix de chevalier de la Croix de fer. Cette décoration est attribuée pour récompenser un acte d'une extrême bravoure sur le champ de bataille ou un commandement militaire avec succès.

## Biographie
Karl Rhein est le fils du rentier et ancien commerçant Adolf Heinrich Karl Rhein et de son épouse Emilie Pauline Johanna, née Hinkel. Le 7 novembre 1914, il s'engage comme volontaire de guerre dans le régiment d'infanterie « Kaiser Wilhelm » (2ème régiment grand-ducal de Hesse) n° 116. Il rejoint alors le bataillon de réserve du 116e régiment d'infanterie (de) à Gießen. Le 11 février 1915, il est muté comme porte-drapeau au bataillon de réserve du 112e régiment d'infanterie (de) à Mulhouse en Alsace.

## Décorations
- Croix de fer (1914)
  - 2e classe
  - 1re classe
- Croix de chevalier Seconde Classe de l'Ordre du Lion de Zähringer
- Croix d'honneur
- Agrafe de la Croix de fer (1939)
  - 2e classe
  - 1re classe
- Médaille du Front de l'Est
- Croix allemande en Or (26 décembre 1941)
- Croix de chevalier de la Croix de fer
  - Croix de chevalier le 6 mars 1942 en tant que Oberst et commandant du Infanterie-Regiment 439[1]

## Sources
Références
1. ↑  Fellgiebel 2000, p. 290.

Bibliographie
- (de) Fellgiebel, Walther-Peer (2000) Die Träger des Ritterkreuzes des Eisernen Kreuzes 1939-1945, Friedburg, Allemagne : Podzun-Pallas.  (ISBN 3-7909-0284-5)
- Scherzer, Veit (2007). Ritterkreuzträger 1939–1945 Die Inhaber des Ritterkreuzes des Eisernen Kreuzes 1939 von Heer, Luftwaffe, Kriegsmarine, Waffen-SS, Volkssturm sowie mit Deutschland verbündeter Streitkräfte nach den Unterlagen des Bundesarchives. Jena, Allemagne: Scherzers Miltaer-Verlag.  (ISBN 978-3-938845-17-2).